# Paguayo, Xilitla
Paguayo är en ort i Mexiko.   Den ligger i kommunen Xilitla och delstaten San Luis Potosí, i den centrala delen av landet, 210 km norr om huvudstaden Mexico City. Paguayo ligger 799 meter över havet och antalet invånare är 160.
Terrängen runt Paguayo är kuperad åt nordost, men åt sydväst är den bergig. Terrängen runt Paguayo sluttar österut. Runt Paguayo är det ganska tätbefolkat, med 96 invånare per kvadratkilometer. Närmaste större samhälle är Villa Terrazas, 16,6 km nordost om Paguayo. I omgivningarna runt Paguayo växer i huvudsak städsegrön lövskog.